# Кот в сапогах (опера)
«Кот в сапогах» ― короткая опера-сказка для детей в трёх действиях, написанная русским композитором Цезарем Кюи в 1913 году по либретто Марины Станиславовны Поль.

## Обзор
Премьера оперы состоялась в Риме в 1915 году под названием «Il gatto con gli stivali» ― «Кот в сапогах». Советское издание оперы с пересмотренным либретто было опубликовано в 1961 году. К 1970-м годам это издание оперы, похоже, стало популярным в Восточной Германии  названием «Der gestiefelte Kater». Под этим же названием опера была записана Государственной оперой Штутгарта в 1999 году в версии, предназначенной для радио. 
Партитура Кюи была утрачена ― сохранился только клавир, поэтому те, кто обращаются к «Коту в сапогах», вынуждены играть спектакль под фортепиано либо создавать свой вариант инструментовки. В 2013 году опера была поставлена на сцене Большого театра Женевы под управлением Елены Лангер, которая творчески переработала наработки Кюи. В 2017 году благодаря Юрию Александрову, прославленному мастеру возрождения старых опер, «Кот в сапогах» возвратился на большую российскую сцену и вошёл в репертуар камерного музыкального театра «Санкт-Петербург Опера». 

## Персонажи
- Кот
- Жан, младший сын мельника; он же маркиз де Карабас
- Средний сын мельника
- Старший сын мельника
- король
- Принцесса, дочь короля
- Огр
- Подружка принцессы, придворные, жатки, косари, слуга Огра (хор)

## Сюжет
Сюжет оперы очень почти досконально следует за одноимённой сказкой Шарля Перро. 